# Bait (Angeln)
Bait ist die englische Bezeichnung für das deutsche Wort Köder. Das Fremdwort wird vor allem in der modernen Karpfenangelei (auch Carphunting genannt) gebraucht und beschreibt alle Arten von Ködern, die dort zum Einsatz kommen. Es sind sowohl Hakenköder (Hookbait) als auch das lose Futter, z. B. Groundbait (Grundfutter), Partikel, Pellets usw. zum Anfüttern der Karpfen. Der Carpbait überhaupt ist der sogenannte Boilie, eine hartgekochte Teigkugel, die besonders effektiv beim Karpfenangeln ist.